# William Hutton
William Hutton (26 de julio de 1797, Sunderland - 20 de noviembre de 1860) fue un geólogo, paleontólogo, botánico, micólogo, briólogo inglés.

## Biografía
Hutton era aborigen de Sunderland, y hacia 1827 fue a Newcastle-on-Tyne by 1827. Fue un agente de la Norwich Fire Insurance Co. Pronto adquirió una reputación como geólogo práctico, una autoridad sobre las medidas de carbón, y un colector ardiente de carbón fósiles. Se dijo que "Los fósiles de nuestros campos carboníferos primero encontraron un exponente en él." John Buddle le dio grandes ventajas en sus investigaciones.

## Honores

### Membresías
- secretario honorario de la Sociedad de Historia Natural de Newcastle desde su fundación en 1829 hasta que la dejó en 1846. Escribió una serie de documentos para 'Transacciones' de la sociedad entre 1831 y 1838.

- 1828: nombrado miembro de la Sociedad Geológica de Londres

- 1829: miembro fundador, cosecretario en 1835, y conservador honorario de la Sociedad de Northumberland, Durham y Newcastle upon Tyne.

## Obra
Con John Lindley (1799-1865), publican de 1831 a 1837, The Fossil Flora of Great Britain, or Figures and Descriptions of the Vegetable remains found in a Fossil State in the Country, en tres volúmenes.
- La abreviatura «Hutton» se emplea para indicar a William Hutton como autoridad en la descripción y clasificación científica de los vegetales.[3]